# Farquhar
Farquhar is een atol dat deel uitmaakt van de Farquhar-groep van de Seychellen, die deel uitmaakt van de Buitenste eilanden. Het ligt 770 km ten zuidwesten van Mahé, het hoofdeiland van de Seychellen.

## Geschiedenis
Het atol is in 1824 vernoemd naar Robert Townsend Farquhar. Eerdere bezoekers hadden het vernoemd naar de Portugese ontdekkingsreiziger João da Nova, die het bevel voerde over de derde expeditie van dat land naar India toen hij op Farquhar stuitte, in het jaar 1504.
Het bezit van het atol was jarenlang een grijs gebied, waarbij zowel Mauritius als de Seychellen het recht claimden het te bezitten. In 1881 stelden de autoriteiten van de Seychellen voor dat Farquhar, samen met verschillende andere buitenste eilanden, bestuurd zou worden vanuit Victoria op de Seychellen in plaats van vanuit Mauritius. Er waren bezwaren omdat de eigenaren op Mauritius waren gevestigd, maar na veel ruzie verloren de eigenaren hun zaak en werd de administratie overgedragen van Mauritius naar de Seychellen.
In 1850 werden op de noordelijke eilanden visserskampen opgericht.
In 1960 werd het dorp op het noordelijkste punt van het zuidereiland verlaten.
Van 1965 tot de onafhankelijkheid van de Seychellen in 1976 maakte Farquhar deel uit van het Brits Indische Oceaanterritorium. In 2004 waren er renovaties in het dorp.
In 2014 opende de Island Conservation Society een conservatiecentrum op het noordereiland.
Op 16 april 2016 werd Farquhar getroffen door de cycloon Fantala, de sterkste tropische cycloon ooit in de zuidwestelijke Indische Oceaan, die de meeste gebouwen verwoestte, behalve de cycloonschuilplaats. De Islands Development Company (IDC) is begonnen met de rehabilitatie van het eiland en heeft tot op heden alleen het pension herbouwd, dat vliegvisreizen aanbiedt die worden uitgevoerd door de Alphonse Fishing Company.

## Geografie
Het atol ligt in het meest zuidelijke deel van de Seychellen. De totale oppervlakte van het atol, inclusief de grote lagune, is 170.5 km². Het landoppervlak is daarentegen maar 8.36 km². Farquhar staat bekend om zijn hoge zandduinen, waarvan er sommige meer dan 23 meter hoog zijn.

### Lijst van eilanden
De belangrijkste eilandengroep vormt een lange bocht die langs de oostkant van het atol loopt. De grootste hiervan zijn Noord-Farquhar en Zuid-Farquhar, met daartussen de kleinere Manaha-eilanden. Verder naar het zuiden ligt Goëlettes. Aan de uiterste westkant van het atol ligt het eiland Sable, en daar vlakbij ligt een kleine groep die bekend staat als de Trois-eilanden.
|    | Eiland         | Alternatieve naam           | Soort     | Locatie                |
| -- | -------------- | --------------------------- | --------- | ---------------------- |
| 1  | Noord-Farquhar | Île du Nord                 | eiland    | 10° 7′ ZB, 51° 11′ OL  |
| 2  | Zuid-Farquhar  | Île du Sud                  | eiland    | 10° 11′ ZB, 51° 10′ OL |
| 3  | Noord-Manaha   | Île du Manaha Nord          | eiland    | 10° 9′ ZB, 51° 11′ OL  |
| 4  | Midden-Manaha  | Île du Manaha Milieu        | eiland    | 10° 9′ ZB, 51° 11′ OL  |
| 5  | Zuid-Manaha    | Île du Manaha Sud           | eiland    | 10° 10′ ZB, 51° 11′ OL |
| 6  | Goëlettes      |                             | eiland    | 10° 13′ ZB, 51° 8′ OL  |
| 7  | Rabbit         | Île Lapin                   | zandplaat | 10° 9′ ZB, 51° 5′ OL   |
| 8  | Zand-Trois     | Banc de Trois Îles          | zandplaat | 10° 9′ ZB, 51° 5′ OL   |
| 9  | Midden-Trois   | Île de Milieu de Trois Îles | zandplaat | 10° 9′ ZB, 51° 5′ OL   |
| 10 | Dépose         |                             | zandplaat | 10° 9′ ZB, 51° 4′ OL   |
| 11 | Sable          | Grande Caye                 | eiland    | 10° 10′ ZB, 51° 2′ OL  |
|    | Farquhar       |                             | atol      | 10° 10′ ZB, 51° 8′ OL  |

## Administratie
Het eiland behoort tot de Buitenste eilanden. Omdat het een eiland is met een kleine bevolking, zijn er geen overheidsgebouwen of -diensten. Voor veel diensten moeten mensen naar Victoria, wat moeilijk kan zijn.

## Vervoer
Noord-Farquhar wordt doorsneden door een 1,170 meter lang vliegveld dat is gelegen nabij North East Point. Het eiland wordt af en toe onderhouden door een vliegtuig van de Island Development Company (IDC) uit Mahé. Er is een steiger in de nederzetting op Noord Farquhar.

## Fotogalerij

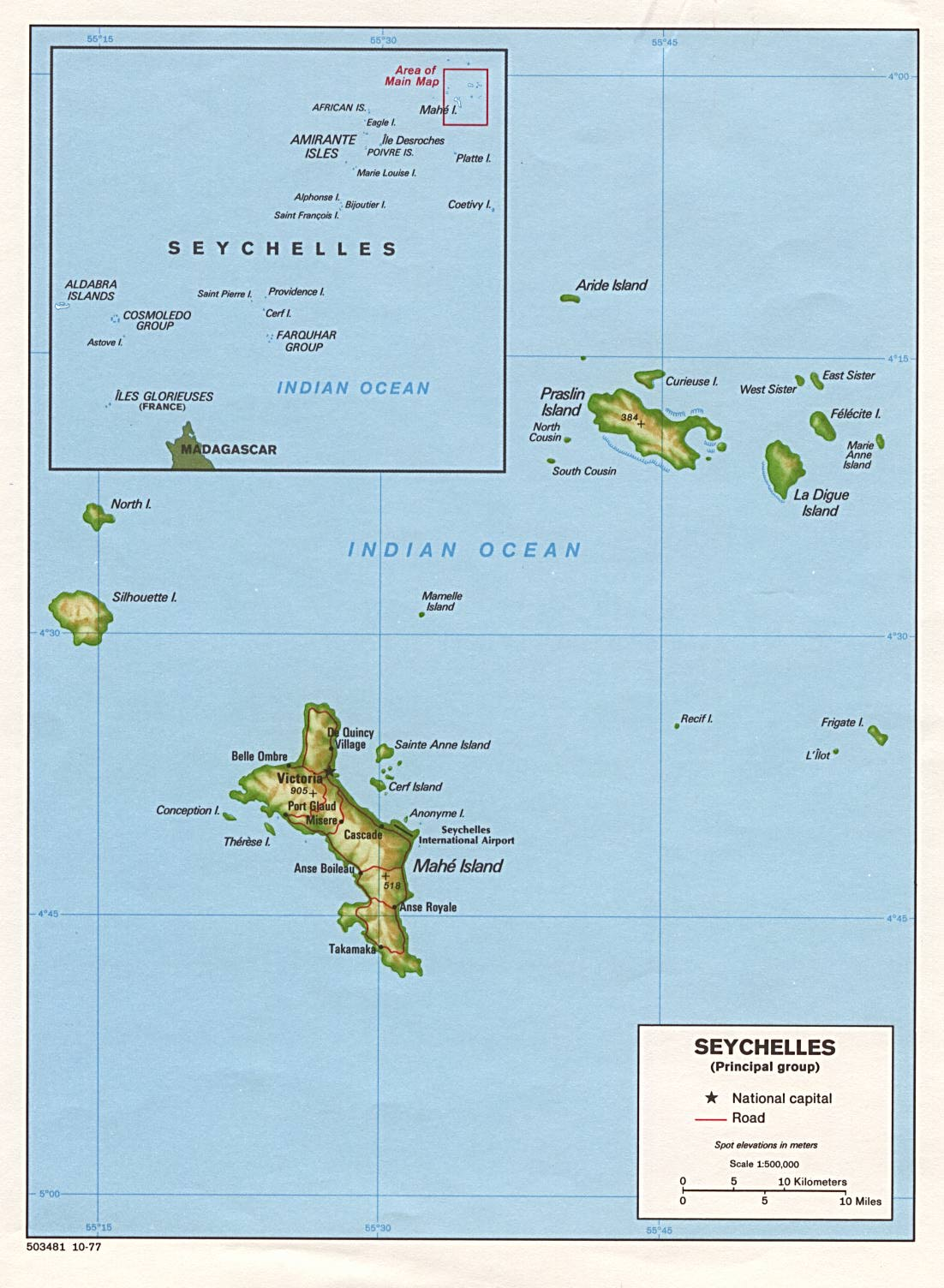
Kaart 1
District kaart
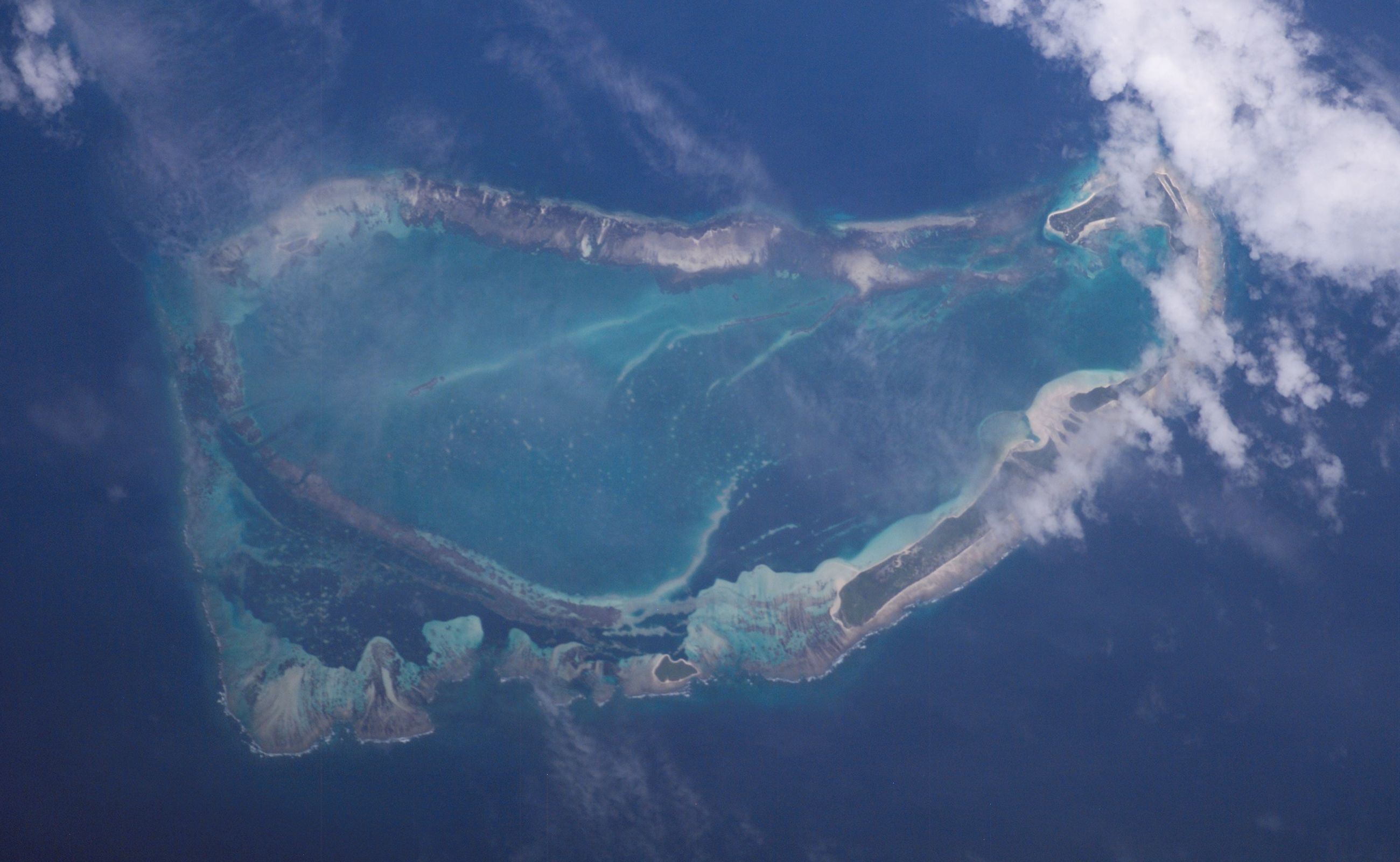
NASA-foto van Farquhar
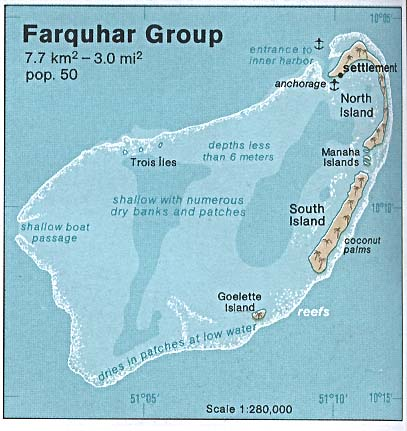
Kaart van Farquhar